# Hans Tausen
Hans Tausen (født 1494 i Birkende ved Langeskov på Østfyn, død 11. november 1561 i Ribe) var en dansk gejstlig og reformator, senere biskop i Ribe; han oversatte Biblen til dansk og er kendt som "den danske Luther".

## Liv

### Barndom og ungdom
Der vides stort set intet om Hans Tausens barndom og ungdom. Der kendes to fødeår, begge usikre, 1494 efter epitafiet i Ribe Domkirke, og 1498 efter en sen 1500-tals beretning. Når det fortælles, at han var søn af en bonde eller en smed, og at han stak af hjemmefra, er der ikke basis i kilderne. Slægtsnavnet og at Hans Tausen blev munk i et rigt kloster tyder på, at familien har hørt til lavadelen. Tausen skulle så være et slægtsnavn fra moderens side. Det støttes af en samtidig kilde, hvori Hans Tausen omtales som Hans Markvadsen, hvorfor hans far så skulle have heddet Markvad (Markus); der kan dog også være tale om en decideret fejl. Det menes, at han har gået på de lærde skoler i Odense og i Slagelse. Han blev munk i Johanniterklosteret i Antvorskov ved Slagelse, hvorfra han i 1516 blev sendt til universitetet i Rostock for at studere. Her fik han 1517 baccalaureat-graden og 1519 magistergraden. I 1520 omtales han med titlen "Dominus", hvilket formentlig betyder, at han så var blevet præsteviet. Samme år forelæste han i Rostock over en latinsk oversættelse af en i datiden formodet Aristoteles-tekst.
Fra efteråret 1521 var han indskrevet ved Københavns Universitet som teologistuderende. Her var en af hans lærere teologen og karmelittermunken Poul Helgesen. Et år senere indskrev Tausen sig som student ved universitetet i Leuven/Louvain i det nuværende Belgien. Her var han imidlertid kun kort, idet han allerede i foråret 1523 blev indskrevet ved universitetet i Wittenberg, hvor han blev det meste af to år. Martin Luther var netop vendt tilbage til Wittenberg efter sit ophold på Wartburg, og Hans Tausen var i byen samtidig med Luther.

### Reformismen
I 1525 vendte Hans Tausen tilbage til Danmark, formentlig i første omgang til Antvorskov Kloster. Han kendes dog først fra sin optræden i Viborgs johanniterkloster, hvor han skulle forelæse for munkene. Da det viste sig, at han havde tillagt sig evangelisk og reformatorisk lære, udstødtes han - efter eget udsagn - af klostret og ordenen. Han prædikede i forskellige kirker i byen og fik efterhånden mange tilhængere blandt byens borgere. Hans Tausen blev udsat for trusler af biskoppen i Viborg, Jørgen Friis, og blev muligvis også kortvarigt fængslet. Igen er kilderne både sene og lettere legendariske. Borgerne i Viborg tog ham imidlertid under deres beskyttelse og fik udvirket hos kongen, Frederik 1., at Hans Tausen blev udnævnt til kongens personlige kapellan, men dog foreløbig blev i Viborg. Titlen som kongelig kapellan var snarest proforma; reelt betød værnebrevet, at Hans Tausen ikke længere stod under kirkens og biskoppens jurisdiktion, men under byen Viborgs.
Hans Tausen og hans menighed havde til at begynde med holdt til i en af Viborgs sognekirker Sct. Hans Kirke, men da den efterhånden ikke kunne rumme dem, fortælles det, at Hans Tausen måtte prædike under åben himmel, indtil menigheden brød ind i den store Gråbrødre Klosterkirke og overtog den, idet man dog til at begynde med delte brugen af kirken med franciskanermunkene. I sin tid i Viborg giftede Hans Tausen sig med Dorothea, som var søster til Tausens medkæmper Jørgen Jensen Sadolin. Giftermålet vakte stor forargelse blandt byens gejstlighed. I Viborg udgav Hans Tausen en række skrifter, der er de første danske skrifter fra reformationsrøret, bl.a. oversættelse af Luthers dåbsritual (1528) og et forsvarsskrift, Edt kort antswor (1529) for den viborgske reformation formet som et svar på den fynske biskop Jens Andersen Beldenaks advarselsbrev til borgerne i Viborg og Aalborg mod den nye kætterske lære. I Edt kort antswor redegør Tausen også for Viborg-prædikanternes lære (der var altså flere end Tausen).
Da reformationen i Viborg var gennemført i 1529 blev Hans Tausen af kongen kaldt til København, hvor han prædikede i Nikolaj Kirke. Ved herredagen i København i 1530 fremlagde han sammen med prædikanter fra de største danske købstæder Confessio Hafniensis den danske reformations eneste selvstændige bekendelsesskrift. Dog var det snarere Peder Laurentsen fra Malmø, der førte denne bekendelse i pennen, end Tausen. Efter Frederik 1.'s død i 1533 ønskede kræfter i rigsrådet at restituere den romerske kirkes magt i Danmark, og som eksempel til advarsel rejstes på herredagen i 1533 sag mod Hans Tausen. Han anklagedes for injurier, lydighedsnægtelse, deltagelse i billedstormen i Københavns Vor Frue Kirke tredje juledag 1530 og værre endnu for kætteri i nadverlæren. Tausen forsvarede sig kraftigt og sandsynligvis med et vist held imod disse anklager, som bl.a. var blevet fremsat af hans tidligere lærer ved universitetet, Poul Helgesen. Kilderne til domme over Hans Tausen er meget modstridende, men han blev i hvert fald dømt til forvisning fra Sjællands og Skånes stifter samt til censur, men borgerskabet i København reagerede så voldsomt på dommen, at den for en stor del blev taget tilbage i forbindelse med et forlig mellem Tausen og Sjællands biskop, Joachim Rønnow. Efter reformationens indførelse i 1536 var Hans Tausen beskæftiget med udarbejdelsen af den nye kirkeordning. Desuden underviste han - som den første i Danmark - i hebraisk ved det genåbnede og nu lutherske universitetet. Tausen blev i 1538 evangelisk læsemester ved domkapitlet ved Roskilde Domkirke. Her skulle han hjælpe reformationen og den nye lære i Roskilde på gled som medhjælp for den lutherske superintendent, Peder Palladius, der efter 1537 residerede i København i stedet for Roskilde. Som læsemester, lektor, forestod han omskolingen af de tidligere romerske sognepræster, der forblev i deres embeder, men nu skulle lære og forkynde efter den lutherske tro. I Roskilde giftede han sig for anden gang, da hans første kone var død nogle år forinden i København. Han var bosat i Roskilde indtil han i 1542 blev udpeget til biskop i Ribe. Han var ikke den første lutherske biskop, der blev udnævnt, muligvis fordi hans forhold til den nye konge Christian 3. ikke var godt, samt fordi han sammenlignet med andre lutherske gejstlige hørte til den konservative fløj inden for den nye lære. Nyere forskning peger dog på, at han snarere havde været for radikal i sin lære, og altså repræsenterede et andet tidligere teologisk stade end de senere lutherske teologer. I sin tid i København og senere i Ribe oversatte han de fem Mosebøger Det gamle Testamente fra hebraisk til dansk, om end under indflydelse af Luthers tilsvarende oversættelse, og desuden skrev han nogle salmer, hvoraf få stadig er i brug. I 1539 udgav han den første samlede danske prædikensamling til hele kirkeåret, kendt som Hans Tausens Postil. Den bestod af både selvstændige og bearbejdelser af andres prædikener, især prædikener af Luther i en udgave ved Stephan Roth (de).
Teologisk var Hans Tausen selvfølgelig inspireret af Martin Luthers teologi, men nyere forskning har vist, at Tausen også var præget af andre reformatoriske teologer. Hans nadversyn kan f.eks. give mindelser om schweizeren Ulrich Zwingli (de senere reformerte syn) eller den radikale Andreas Bodenstein von Karlstadts. I en upubliceret traktat fra Tausens sidste år er det blevet bevist, at han skrev af fra den reformerte teolog Jean Calvin.

### Død
Hans Tausen døde i 1561 og er begravet i Ribe Domkirke lige ud for den daværende placering af prædikestolen; symbolikken i denne plads har været den betydning for reformationen, Tausen fik igennem sine prædikener.

## Eftermæle
Hans Tausen var ikke den eneste danske reformator, men én af de første, og er derfor også kendt som "den danske Luther". Betegnelsen, der stammer fra pietismens dage, er dog udtryk for senere tiders forståelse. Mest kendt er denne betegnelse fra B.S. Ingemanns sang "På Tave bondes ager" i Højskolesangbogen, hvor han omtales som en dansk Morten Luther.
I Ribe finder man en statue af ham uden for domkirken. I Viborg findes på stedet for den nedrevne Gråbrødre Kirke to Hans Tausen-monumenter, et ældre og beskedent fra reformationsjubilæet i 1836, lavet af billedhuggeren H.E. Freund, og et nyt, opsat i 2004 i anledning af 475-året for reformationens indførelse i Viborg. Dette monument er udført af kunstneren Bjørn Nørgaard.
I Danmark er to kirker opkaldt efter Hans Tausen, Hans Tausens Kirke på Islands Brygge og Hans Tausens Kirke i Odense.
| Citat | Et sted her i egnen må jeg endnu omtale, skjønt det ej er noget herresæde, men kun en ringe bondehytte. Nord for Sanderumgård, næsten på grænseskellet imellem denne gårds enemærker og Birkende mark, som hører til Veirup, ligger en lille eng og mose, der endnu kaldes Tageholm. I engen, nær ved et hus, er en forhøjning. Her stod i fordums dage et bondehus, hvor smeden Tage boede, og her fødtes hans søn Hans Tausen, der som kirkereformator blev udødelig. Endnu vides egnens bønder at fortælle om denne Tage, at han skal have været en meget snild mand, som kunne mere end sit fadervor, og forstod at gøre jern af dynd, som han tog i mosen. Dette og mere af hans gerning ansåes som hexeri, og enden blev, at Tage blev ihjelslagen af naboerne, og hans hus nedrevet. Mærkeligt er det, at man endnu på stedet finder smeltede jernstykker i grunden, og hammerskæl rundt på ageren. | Citat |
| Om Hans Tausens far og fødeegn på Fyn, af videnskabsmanden Christian Molbech (Fragmenter af en dagbog, 1813) | |       |

## Familie
Hans Tausen blev gift to gange. Hans første kone var Dorthea Sadolin, parret fik børnene:
- Anna, født omkring 1530 i Viborg, døde før 1561
- Katrine, født omkring 1535 i Odense, gift 1. gang med Hans Andersen Foss og 2. gang med Jørgen Rasmussen
- Jørgen, født omkring 1535 i Viborg, døde 4. april 1578 i København

Hans anden kone var Anna Andersdatter, parret blev gift i 1538, de fik børnene:
- Dorthea, født omkring 1538 måske i Ribe, døde 15. april 1601 i Ribe, gift med biskop Hans Laugesen
- Ukendt navn, en datter, født 1542 i Ribe, døde omkring 1565 i Ribe, gift med Peder Bruun
- Lisbet, født omkring 1552 i Ribe, gift med Hans Porsborg

## Galleri
- Mindesmærke i Birkende udført af Aksel Hansen
- Mindetavle i Birkende Kirke
- H.E. Freunds mindesmærke ved Gråbrødre Kirke Stræde i Viborg
- Hans Tausen som biskop i Ribe
- Statue ved domkirken i Ribe udført af Johannes Bjerg
- Mindetavle på "Hans Tausens Hus" lige sydvest for domkirken i Ribe